# Slaget om Atlanten (1939-1945)
 For alternative betydninger, se Slaget om Atlanten. (Se også artikler, som begynder med Slaget om Atlanten)
Slaget om Atlanten var en søkrig i Atlanterhavet under 2. verdenskrig og den længstvarende, ubrudte militære konflikt under krigen. Kampene begyndte i 1939 og fortsatte til Nazi-Tyskland overgav sig i 1945, men var på deres højdepunkt fra midten af 1940 til omkring slutningen af 1943.
De kæmpende i slaget om Atlanten var først og fremmest undervandsbådene og de bevæbnede handelsskibe fra den tyske marine (Kriegsmarine) imod De Allieredes konvojer. Disse konvojer, som hovedsageligt kom fra Nordamerika og Sydatlanten, og hvis destination var Storbritannien og Sovjetunionen, beskyttedes for det meste af de britiske og canadiske flåder og luftvåben. Disse styrker fik senere hjælp af skibe og fly fra USA. På tysk side sluttede ubåde fra den italienske flåde (Regia Marina) sig til, efter at det fascistiske Italien indtrådte i krigen den 10. juni 1940.
Betegnelsen Slaget om Atlanten benyttedes første gang af Winston Churchill i 1941, og beskriver kamphandlinger, som begyndte fra den første dag af krigen i Europa og varede i seks år, hvor de involverede tusindvis af skibe og udstraktes til tusindvis af kilometer af det store ocean og tilhørende havområder, og hvor der udkæmpedes mere end 100 slag om konvojer og måske 1.000 træfninger mellem enkelte skibe. Det taktiske overtag skiftede mellem parterne i løbet af konflikten, efterhånden som nye våben, nye taktiske metoder i søkrigsførelsen og forskellige modforholdsregler udvikledes. Briterne og deres allierede fik gradvis overtaget og kunne tvinge de tyske overfladeskibe væk fra oceanet omkring midten af 1941 og deres ubåde blev afgørende slået i en række konvojslag mellem marts og maj 1943. Der kom nye tyske undervandsbåde til i 1945, men det skete for sent til at kunne påvirke krigens udfald.

## Strategiske mål
Som en nation, beliggende på en ø og med et oversøisk imperium, var Storbritannien meget afhængig af varetransport over havet. Landet behøvede tilførsel af mere end en million ton importerede fødevarer og materiel om ugen for at kunne overleve og kæmpe mod Tyskland. Grundlæggende var slaget om Atlanten derfor en krig om tonnage: De Allierede kæmpede for at opretholde og Aksemagterne for at forhindre den skibsfart, som gjorde Storbritannien i stand til at overleve.
Fra 1942 og fremefter søgte tyskerne desuden at forhindre den opbygning af allierede tropper og materiel, som forberedte invasionen af det besatte Europa, og at ødelægge alle allierede flåder. Overvindelsen af denne tyske trussel var en forudsætning for invasionens gennemførelse.

## Ubådskrig
Admiral Karl Dönitz havde været fortaler for et angrebssystem, som er kendt som ulvekoblet, hvor grupper af ubåde angreb enkelte handelsskibe eller hele konvojer midt på havet og derved kunne overvælde eventuelle forsvarende krigsskibe. For at dette kunne være effektivt, beregnede Dönitz, at han skulle bruge 300 af de seneste Atlanterhavsbåde (Type VII), hvilket ville skabe så meget ødelæggelse af den britiske skibsfart, at landet ville blive slået helt ud af krigen.
Systemet stod i stærk kontrast til det traditionelle syn på deployering af undervandsbåde, hvor man hidtil havde sendt dem ud enkeltvis for at ligge i baghold, f.eks. i venteposition uden for en fjendtlig havn, klar til at angribe skibe som sejlede ud eller ind. Det havde været en meget succesfuld taktik, som benyttedes af britiske undervandsbåde i Østersøen og ved Bosporus under 1. verdenskrig, men den kunne ikke lykkes, hvis adgangsvejene til havnene blev godt afpatruljeret. Andre sømilitære teoretikere var af det synspunkt, at undervandsbåden skulle knyttes til den egentlige flåde og bruges på lignende måde som en destroyer. Det havde tyskerne dog prøvet i søslaget ved Jylland med dårlige resultater, eftersom undervandskommunikation kun var i sin vorden. Det japanske kejserrige brugte undervandsbåde som flådeledsagere og aldrig til hverken at blokere havne eller angribe konvojer. Generelt ansås undervandsbåden for at være den "fattige mands" våben, og det gjaldt også i den tyske Kriegsmarine, hvor storadmiral Erich Raeder med held agiterede for, at der skulle bruges penge på store overfladeskibe i stedet.
Før krigen var kystnære patruljebåde Royal Navys vigtigste antiubådsvåben. De var udstyret med hydrofoner, en lille kanon og dybdebomber. I 1920-erne og 1930-erne anså den britiske flåde i lighed med de fleste andre landes flåder ikke ubådsbekæmpelse for at udgøre et taktisk område. Tyske ubåde var blevet forbudt ved Versailles-traktaten, antiubådskrig ansås for at være af "defensiv" karakter snarere end spektakulær, og mange flådeofficerer betragtede indsats mod ubåde for at være ensformig i lighed med minestrygning. Skønt de hurtige destroyere også medbragte dybdebomber, forventedes disse skibe at skulle deltage i flådeaktioner frem for i kystforsvar, så de blev ikke indgående trænet i brugen af dem.

### ASDIC
Udviklingen af ASDIC, der nu kendes som aktiv sonar, var lige så afgørende for slaget om Atlanten som udviklingen af radar var det for slaget om England, og i begge tilfælde var det briterne, som stod for det afgørende gennembrud. Det forhold, at lyd udbredes effektivt i vand, var velkendt under 1. verdenskrig, og undervandsmikrofoner (hydrofoner) blev brugt til at lytte efter undervandsbåde dengang. Naturlig støj og ekkoer var derved også blevet kendt, men briterne var de første til at udvikle et fungerende, retningsbestemt "lydsøgesystem". Et samlet antiubådssystem bestod af ASDIC med et plotterbord og udstyret med passende våben.
ASDIC bestod af en transducer indsat i en kuppel under skibet. Den udsendte en snæver lydbølge i en serie af pulser, som blev tilbagekastet fra et objekt under vandet inden for en maksimal afstand på omkring 3 km. Kuplen, hvis åbning vendte ud mod havet, havde til formål at sikre, at vandet rundt om transduceren var relativt roligt, eftersom hurtigt strømmende vand ødelagde ethvert signal. Ekkoet gav en nøjagtig afstand og kurs til målet, men falske ekkoer kunne fremkomme på grund af forskelle i vandtemperatur ved forskellige dybder, strøm, vandhvirvler og fiskestimer. ASDIC krævede derfor erfarne folk til betjening for at være effektivt. Desuden krævede ASDIC, at skibets fart var under ca. 15 knob, da støjen fra dets passage gennem vandet ellers ville overdøve ekkoerne.
I begyndelsen af krigen var Royal Navys procedure at dreje ASDIC'en i en bue fra den ene side af skibet til den anden, mens transduceren standsedes for hver få grader for at udsende et signal. Flere skibe, som samarbejdede om det, ville arbejde på linje, med en afstand på 2-3 km mellem sig. Opdagedes et ekko, som operatøren identificerede som en undervandsbåd, ville skibet ændre kurs mod den og nærme sig den til en afstand af ca. 1 km med moderat hastighed, mens dens afstand og kurs ville blive plottet for at fastlægge målets kurs og hastighed. Når det besluttedes at angribe, ville skibet nærme sig med større fart og fastlægge sin kurs efter de foretagne målinger, idet hensigten var at passere lidt foran målet. Her ville dybdebomber blive rullet ud fra slisker i hækken med jævne mellemrum og samtidig ville mortérer udkaste dybdebomber omkring 40 m ud til hver side. Hensigten var at lægge bomberne i et mønster som en aflang diamant i håb om, at ubåden var inde i mønsteret. For at beskadige ubåden afgørende, skulle dybdebomben sprænge indenfor en afstand af 6 meter fra den, både i dybden og i dens plan. Eftersom det første ASDIC-udstyr var dårligt til at bestemme dybde, var det almindeligt at variere sprængningsdybden for dele af mønstret.
Der var ulemper ved disse tidlige udgaver af systemet. Øvelser i antiubådskrig havde været begrænset til, at en eller to destroyere jagede en enkelt undervandsbåd, hvis startposition var kendt, i dagslys og i roligt vejr, snarere end under storm. De tyske ubåde kunne dykke langt dybere end de britiske og engelske, endda under den dybeste indstilling af de britiske dybdebomber (til en dybde på ca. 210 m mod en maksimal indstilling af dybdebomberne på ca. 100 m). Endnu vigtigere var det, at de første ASDIC-apparater ikke kunne "se" direkte nedad, så operatøren mistede den direkte kontakt med undervandsbåden i angrebets sidste fase, hvilket naturligvis var et tidspunkt, hvor denne med sikkerhed ville manøvrere hurtigt. Desuden medførte dybdebombernes eksplosioner forstyrrelse af vandet, så det var meget svært at genetablere ASDIC-kontakt, hvis det første angreb var mislykket.
Den tro, at ASDIC havde løst problemet med ubådene, de budgetmæssige stramninger som følge af depressionen og det påtrængende behov for meget anden slags genoprustning betød, at der kun var blevet investeret lidt i våben og skibe til bekæmpelse af undervandsbåde. Slagskibsstyrkerne fik hovedparten af flådeinvesteringerne og mange af de bedste officerer. Det var kritisk at briterne forventede, at tyske ubåde ligesom i 1. verdenskrig kun ville operere nær kysten og kun true anløbet af havnene. Derfor trådte Royal Navy ind i 2. verdenskrig i 1939 uden tilstrækkeligt mange eskortefartøjer, som kunne operere på lange afstande for at beskytte transporten over oceanet, og der var mangel på officerer med erfaring i at bekæmpe undervandsbåde så langt væk. Situationen i Royal Air Forces Coastal Command var endnu mere betænkelig, så patruljefly typisk kun kunne sende maskingeværsalver mod det sted, hvor de observerede en ubåd dykke.

## Tidlige træfninger (september 1939 – maj 1940)
I 1939 manglede Kriegsmarine styrke til at kunne udfordre det herredømme over havet, som udøvedes af den kombinerede britiske Royal Navy og den franske flåde (Marine Nationale). Den tyske flådestrategi baseredes i stedet på ødelæggelse af handelstrafikken ved brug af store slagskibe, bevæbnede handelsskibe, undervandsbåde og fly. Mange tyske krigsskibe var allerede til havs, da krigen brød ud, herunder de fleste undervandsbåde og også "lommeslagskibene" (tysk: Panzerschiff) Deutschland og Admiral Graf Spee, der sejlede ud i Atlanterhavet i august. Disse skibe begyndte straks at angribe britiske og franske skibe. U-30 sænkede passagerskibet SS Athenia få timer efter krigserklæringen, hvilket var en overtrædelse af dens ordre om ikke at sænke passagerskibe. Ubådsflåden, som skulle komme til at dominere så meget i slaget om Atlanten, var lille ved krigens begyndelse, og mange af de 57 ubåde, som var til rådighed, var af den lille og kortrækkende type II, som primært var nyttig til mineudlægning og almindelig operation i de kystnære britiske farvande. Meget af den indledende tyske indsats mod skibsfarten bestod i mineudlægning fra destroyere, fly og ubåde ud for britiske havne.
Ved krigens udbrud etablerede briter og franskmænd straks en blokade af Tyskland, skønt denne havde begrænset virkning for den tyske industriproduktion. Royal Navy iværksatte også hurtigt et konvojsystem for at beskytte handelen, et system der snart bredte sig fra de britiske øer og til sidst anvendtes så langt væk som Panama, Bombay og Singapore. Fremgangsmåden gjorde det muligt for Royal Navy at koncentrere sine eskortefartøjer nær de steder, hvor ubådene med sikkerhed kunne findes, nemlig ved konvojerne.
Nogle britiske søofficerer, og navnlig flådeministeren, Winston Churchill, søgte en mere offensiv strategi, og Royal Navy sammensatte derfor en række antiubådsgrupper med deltagelse af hangarskibe, som skulle patruljere skibsruterne mod vest og jage tyske ubåde. Strategien var imidlertid forfejlet, fordi en ubåd, der havde en meget lille silhuet, med stor sandsynlighed opdagede overfladeskibe og dykkede, før den selv kunne opdages. Fly fra hangarskibet var til ringe hjælp. Skønt de kunne opdage undervandsbåde på overfladen, havde de på dette tidspunkt ingen passende våben at angribe dem med, og en ubåd, som var opdaget af et fly, var for længst væk, før overfladeskibe kunne komme til stede. Gruppestrategien viste sig at være en katastrofe i løbet af få dage. Den 14. september 1939 undgik Storbritanniens mest moderne hangarskib, HMS Ark Royal, med nød og næppe at blive sænket, da tre torpedoer fra U 39 eksploderede lidt for tidligt. U 39 blev sænket af de eskorterende destroyere og blev det første tab af en ubåd under krigen. Men da man ikke havde taget ved lære af hændelsen, blev et andet hangarskib, HMS Courageous, sænket tre dage senere af U 29.
At lade eskorterende destroyere jage ubåde fortsatte med at være en fremherskende, men fejlagtig, fremgangsmåde for den britiske antiubådsstrategi i krigens første år. Ubådene undveg næsten altid, og konvojer, som blev dårligere dækket, udsattes for større risiko.
Den tyske krigslykke med sænkningen af Courageous blev overgået en måned senere, da Günther Prien i U-47 trængte ind i den britiske flådebase Scapa Flow og sænkede slagskibet HMS Royal Oak. At det kunne lykkes skyldtes utilstrækkelige forsvarsforanstaltninger mod ubåde samt at den vagthavende officer, William Newbigging, ikke var på sin post. Prien blev straks en krigshelt i Tyskland.
I Sydatlanten blev de britiske styrker spredt af lommeslagskibet Admiral Graf Spee, der sænkede ni handelsskibe på i alt 50.000 ton i Sydatlanten og det Indiske Ocean i krigens første tre måneder. Den britiske og franske flåde sammensatte en række eftersøgningsgrupper, der bl.a. omfattede tre slagkrydsere, 3 hangarskibe og 15 krydsere for at indkredse både det og dets søsterskib Deutschland, som opererede i Nordatlanten. Disse grupper sejlede forgæves rundt på oceanet i måneder, indtil Graf Spee endelig blev angrebet ved mundingen af Rio Plate af en underlegen britisk styrke. Skibet søgte tilflugt i den neutrale havn i Montevideo, og da kaptajnen ikke så nogen mulighed for at undslippe, lod han skibet sænke i La Plata floden i december 1939.
Efter den indledende store aktivitet stilnede den atlantiske kamp mere af. Karl Dönitz havde planlagt en maksimal indsats af undervandsbådene i krigens første måned og havde alle flådens ubåde ude på patruljering i september. Operationen kunne dog ikke holdes på dette niveau, fordi bådene måtte returnere til havn for at få brændstof, forsyninger og udrustning. Den hårde vinter 1939-40, hvor mange af havnene i Østersøen frøs til, betød også et alvorligt afbræk for den tyske offensiv, da mange ubåde blev spærret inde af isen. Hertil kom, at Hitlers plan om at invadere Norge og Danmark i foråret 1940 medførte tilbagetrækning af flådens slagskibe og de fleste af de oceangående ubåde for at forberede flådeoperationerne i Operation Weserübung.
Under det følgende angreb på Norge afsløredes alvorlige mangler i undervandsbådenes vigtigste våben, de magnetiske torpedoer. Skønt de snævre norske fjorde kun gav lidt plads til ubådenes manøvrering, udgjorde koncentrationen af britiske krigsskibe, troppe- og forsyningsskibe et omfattende angrebsmål. Men den ene gang efter den anden opsporede ubådskaptajnerne britiske mål og angreb dem, kun for at se skibene fortsætte uskadt, fordi torpedoerne eksploderede for tidligt, slet ikke eller passerede under målet. Det lykkedes ikke én ubåd at sænke et eneste britisk krigsskib trods mere end 20 angrebsforsøg. Da nyheden herom bredte sig i ubådsflåden, var det underminerende for dens moral. Men chefen for den tyske torpedoproduktion hævdede hårdnakket, at fejlen lå hos besætningerne. Først i begyndelsen af 1942 blev det opdaget, at problemerne skyldtes magnetisk påvirkning ved de høje breddegrader samt en langsom indsivning af komprimeret luft fra undervandsbåden og ind i torpedoernes mekanisme til dybderegulering. Kriegsmarine kopierede derpå nogle erobrede britiske torpedoer, som var langt mere pålidelige.

## "Den gode tid" (juni 1940 – februar 1941)
Den tyske besættelse af Danmark og Norge i april 1940 og den hurtige erobring af Holland, Belgien og Frankrig ændrede sammen med Italiens indtræden i krigen på Aksemagternes side i juni søkrigen i almindelighed og slaget om Atlanten i særdeleshed på tre hovedområder:
1. Storbritannien mistede sin største allierede. I 1940 var den franske flåde den fjerdestørste i verden, men kun en håndfuld af de franske krigsskibe sluttede sig til de Frie franske styrker og kæmpede mod Tyskland, skønt disse senere øgedes med nogle få britisk-byggede korvetter, som spillede en lille, men vigtig rolle. Den franske flådes forsvinden fra havet betød, at Royal Navy måtte udtynde sine styrker endnu mere, og Italiens indtræden betød, at den britiske middelhavsflåde måtte forstærkes, og der blev derfor oprettet en ny flådenhed i Gibraltar under navnet Force H til erstatning for den franske flåde i det vestlige Middelhav.
2. Ubådene opnåede direkte adgang til Atlanterhavet. Eftersom den Engelske Kanal har begrænset vanddybde og var spærret af minefelter fra midten af 1940, havde ubådene ordre til ikke at benytte den og i stedet sejle rundt om de britiske øer for at nå frem til de mest gunstige positioner. De franske flådebaser i Brest, Lorient, La Pallice og La Rochelle lå omkring 720 km nærmere Atlanten end de tyske baser ved Nordsøen. Det udvidede undervandsbådenes operationsområde stærkt og gjorde dem i stand til at angribe konvojer længere mod vest og operere i længere tid, hvilket svarede til en effektiv fordobling af ubådsstyrken. Tyskerne byggede senere store, befæstede betonbunkere til ubåde ved de franske atlanterhavsbaser. De var usårlige over for bombeangreb fra De Allierede, indtil disse udviklede den såkaldte Barnes-Wallis-tallboy bombe. Fra begyndelsen af juli begyndte ubådene at vende tilbage til de nye franske baser, når de afsluttede deres Atlanterhavspatrulje.
3. Britiske destroyere blev fjernet fra Atlanterhavet. Felttoget i Norge og den tyske invasion af Benelux-landene og Frankrig lagde stort pres på Royal Navys destroyerflotiller. Royal Navy trak mange af sine ældre destroyere væk fra konvojruterne for at støtte operationerne i Norge i april og maj og flyttede dem derefter til den Engelske Kanal for at yde støtte til evakueringen fra Dunkerque. I sommeren 1940 stod Storbritannien over for en alvorlig trussel om at blive invaderet. Destroyere blev derfor bibeholdt i Kanalen, hvor de var klar til at slå en eventuel tysk invasionsflåde tilbage, men her led de tab, når de udsattes for luftangreb fra Luftwaffe. Under felttoget i Norge mistede Royal Navy syv destroyere, andre seks ved Dunkerque og yderligere 10 i Kanalen og Nordsøen mellem maj og juli, mange på grund af luftangreb, fordi de manglede passende antiluftskyts.[1] Flere dusin andre destroyere blev beskadiget.

Afslutningen af Hitlers felttog i Vesteuropa betød, at de ubåde, som var blevet trukket tilbage for at støtte angrebet på Norge, nu blev frigjort fra flådeopgaver og vendte tilbage til handelskrigen. Så samtidig med, at antallet af ubåde på patrulje i Atlanten begyndte at stige, reduceredes antallet af eskorteskibe, som kunne beskytte konvojerne. Briternes eneste lyspunkt var, at de store handelsflåder fra besatte lande som Norge, Danmark og Holland kom under britisk kontrol. Storbritannien besatte Island og Færøerne for at forhindre, at de skulle falde i tyskernes hænder efter den tyske besættelse af Danmark og Norge.
Det var på denne baggrund, at Winston Churchill, som var blevet udnævnt til premierminister den 10. maj 1940, skrev til præsident Franklin Roosevelt og anmodede om at låne 50 aflagte destroyere af USA. Dette lån, som i virkeligheden var et salg, men betegnedes som lån af politiske grunde, kom i stand under låneaftalen om destroyere og skete mod udlejning af britiske baser i Newfoundland, Bermuda og Vestindien til USA for en periode på 99 år. Handelen var økonomisk fordelagtig for USA, hvis befolkning var modstandere af at indtræde i krigen, og hvis politikere anså det for muligt, at Storbritannien og dets allierede kunne tabe den. De første af disse destroyere blev dog ikke overtaget af deres britiske og canadiske besætninger før i september, og de skulle alle bevæbnes og udstyres med ASDIC. Der kom til at gå mange måneder, før de relativt udtjente destroyere begyndte at deltage i kampene.
Også tyskerne begyndte at modtage hjælp fra deres allierede. Fra august 1940 stationeredes en flotille italienske undervandsbåde i Bordeaux for at angribe den allierede skibsfart i Atlanten. Selvom de italienske undervandsbåde fra Regia Marina var udviklet til flådeoperationer i Middelhavet og derfor ikke var lige så egnede til konvojangreb i Atlanterhavet som de mindre tyske ubåde, sænkede de 32 italienske ubåde i Atlanten alligevel i løbet af de næste få år 109 skibe på i alt 593.864 bruttoregisterton. Italienerne havde også succes med brug af miniatureundervandsbåde ("mennesketorpedoer"), som ødelagde adskillige britiske skibe i Gibraltar.
De første ubådsoperationer med udgangspunkt fra de franske baser var opsigtsvækkende heldige. De blev et højdepunkt for de store ubådsesser som Günther Prien i U-47, Otto Kretschmer i U-99, Joachim Schepke i U-100, Engelbert Endrass i U-46, Viktor Oehrn i U-37 og Heinrich Bleichrodt i U-48. Ubådenes besætninger fik heltestatus i Tyskland. Fra juni til oktober 1940 sænkedes over 270 allierede skibe, hvorfor ubådsbesætningerne kaldte denne periode for "Die Glückliche Zeit", den gode (eller lykkelige) tid.
Undervandsbådenes største udfordring var at finde konvojerne i det udstrakte ocean. Tyskerne havde en håndfuld af de langtrækkende Focke-Wulf Fw 200 Condor-fly baseret i Bordeaux og Stavanger, som benyttedes til opsporing, men de var ikke ideelle til opgaven, da de var ombyggede, civile fly. På grund af løbende skærmydsler mellem Luftwaffe og Kriegsmarine var det primært ubådene selv, der måtte finde konvojerne, og eftersom en ubåds bro er meget tæt ved havoverfladen, er dens horisont temmelig begrænset.
I stedet for at angribe de allierede konvojer alene var de tyske ubåde som nævnt opfordret til at arbejde i grupper (ulvekobler), som koordineredes centralt via radio. De tyske kodebrydere havde dechifreret den kode, som benyttedes af den britiske handelsflåde, så tyskerne kunne skønne om, hvor og hvornår konvojer kunne ventes. Bådene lagde sig i en lang patruljelinje hen over konvojruterne, og mandskabet overvågede derpå horisonten med kikkert for at se efter skibsmaster eller røg eller benyttede hydrofoner for at opfange skruestøjen fra konvojen. Hvis en ubåd opdagede en konvoj, rapporterede den herom til ubådenes kommandocentral, og den ville derefter følge konvojen, mens den afventede, at andre nåede frem, typisk om natten. De eskorterende skibe stod derfor ikke over for en enkelt ubåd, men måtte kæmpe mod en gruppe på så mange som seks ubåde, som angreb samtidig. De mest vovede ubådskaptajner, som Otto Kretschmer, trængte forbi eskortelinjen og angreb konvojens handelsskibe "indefra". Eskorteskibene, som var for få, og som ofte var ude af stand til at operere i lang tid, kunne ikke imødegå et angreb fra mange ubåde på overfladen om natten, eftersom deres ASDIC-udstyr kun virkede godt mod mål under vandet. Desuden manglede den tidlige britiske flåderadar, som benyttede VHF-båndet, både mulighed for at skelne mellem objekter og tilstrækkelig rækkevidde.
De første tyske angreb i grupper forekom i september og oktober 1940 og havde tilintetgørende virkning i en række kampe om konvojer. Den 21. september blev konvoj HX-72 på 42 handelsskibe angrebet af fire ubåde, som sænkede elleve skibe og beskadigede to i løbet af to nætter. I oktober gik det ud over SC-7, der havde en svag eskorte af to kanonbåde og to korvetter, og som mistede 59% af sine skibe. På mange måder var slaget om HX-79 de følgende dage endnu værre for de eskorterende end SC-7, for de mistede en fjerdedel af konvojen uden noget fjendtligt tab. De skete trods en stærk eskorte bestående af to destroyere, fire korvetter, tre trawlere og en minestryger og viste klart den tyske taktiks overlegenhed over for den britiske anti-ubåds teknologi på dette tidspunkt. Endelig fandt syv tyske og tre italienske undervandsbåde den 1. december konvoj HX-90 og sænkede 10 skibe og beskadigede yderligere tre. Succesen med angreb i ubåds-grupper mod disse konvojer fik admiral Dönitz til at anvende "ulvekoblet" som sin primære taktik.
Truslen mod konvojerne kom ikke kun fra ubådene. Efter at have fået nogle erfaringer under Operation Weserübung i at støtte krigen til søs, bidrog Luftwaffe med et mindre antal fly til slaget om Atlanten fra 1940 og fremefter. Det var mest langtrækkende observationsfly, først Focke-Wulf 200 og senere Junkers 290. I begyndelsen viste Focke-Wulf-flyene sig virksomme og sænkede 365,000 tons skibstonnage i starten af 1941. Men flyene var få i antal, direkte underlagt Luftwaffes kontrol, og piloterne havde fået begrænset træning i krigsførelse mod skibsfarten.

## De store krigsskibe
Deres succeser til trods ansås ubådene stadig ikke for at være den største trussel mod de nordatlantiske konvojer. De fleste søofficerer på begge sider, dog med undtagelse af folk som Dönitz, mente at truslen mod handelsruterne primært kom fra de store overfladekrigsskibe.
I første halvdel af 1940 var der ingen tyske krigsskibe i Atlanten, fordi den tyske flåde var koncentreret om angrebet på Norge, og landets eneste lommeslagskib, der da var indsat mod handelsflåderne, Admiral Graf Spee, var blevet sat ud af spillet under slaget ved Rio de la Plata af en britisk styrke, der var mindre og med mindre ildkraft. Men fra sommeren 1940 sejlede en lille, men stadig strøm af krigsskibe og bevæbnede handelsskibe ud fra de tyske havne og mod Atlanterhavet.
Hvad et slagskib kunne udrette mod en konvoj demonstreredes, da konvojen HX-84 opdagedes af det tyske lommeslagsskib Admiral Scheer den 5. november 1940. Admiral Scheer sænkede hurtigt fem skibe og beskadigede adskillige andre, mens konvojen spredtes. Kun på bekostning af den eskorterende krydser HMS Jervis Bay og med hjælp af det svindende dagslys lykkedes det resten af konvojen at undslippe. Briterne suspenderede midlertidigt de nordatlantiske konvojer og sendte Home Fleet til havs for at forsøge at opspore Scheer. Eftersøgningen lykkedes ikke, eftersom Scheer var trukket ned i Sydatlanten, og den dukkede op igen i det Indiske Ocean måneden efter.
Andre tyske overfladeskibe begyndte også at gøre sig bemærket. Juledag 1940 angreb krydseren Admiral Hipper troppekonvojen WS-5A, men blev fordrevet af de krydsere, som eskorterede den. Hipper havde krigslykken bedre med sig to måneder senere, da den 12. februar 1941 fandt den ubeskyttede konvoj SLS-64 på 19 skibe og sænkede de syv. I januar 1941 var de formidable og hurtige tyske slagskibe Scharnhorst og Gneisenau, hvis ildkraft var større end noget allieret skib, som kunne følge med dem, stukket til søs på et plyndringstogt mod skibsruterne, som havde navnet Operation Berlin. Med så mange tyske angribere på spil i Atlanten var briterne tvunget til at give slagskibseskorte til så mange konvojer som overhovedet muligt. Det reddede to gange konvojer fra at blive tilintetgjort af de tyske slagkrydsere: I februar afskrækkede tilstedeværelsen af det gamle slagskib HMS Ramillies dem fra et angreb på konvojen HX-106, og en måned senere var det konvoj SL-67 som reddedes, fordi den var beskyttet af slagskibet HMS Malaya fra 1. verdenskrig.
I maj iværksatte Tyskland den hidtil mest ambitiøse plan, Operation Rheinübung. Det nye slagsskib Bismarck og krydseren Prinz Eugen sendtes på togt for at angribe konvojerne. Efter at være blevet advaret af efterretningsoplysninger lykkedes det en britisk eskadre at opspore modstanderne ud for Island, men det påfølgende søslag i Danmarksstrædet blev et nederlag for briterne i propagandamæssig henseende ved tabet af slagkrydseren HMS Hood. Men takket være en torpedotræffer på dens ror blev Bismarck fundet og sænket af Home Fleet tre dage senere. Denne sænkning kom til at markere afslutningen på krigsskibenes indsats mod konvojerne.
Det såkaldte kanalvovestykke, hvor de tre skibe Scharnhorst, Gneisenau og Prinz Eugen vendte tilbage til Tyskland gennem den Engelske Kanal i februar 1942, markerede, selvom den satte briterne i forlegenhed, afslutningen på truslen fra tyske overfladeskibe i Atlanterhavet. Tabet af Bismarck, den stigende aktivitet gennem arktiske konvojer og den formodede trussel om en allieret invasion i Norge havde fået Hitler til at beordre en tilbagetrækning. Hitler, som var fra Østrig, havde ringe erfaring med flådespørgsmål og ønskede ikke at risikere sine vigtigste krigsskibe, som havde fået stærk offentlig opmærksomhed.
Krigen var kommet for tidligt til, at den tyske Plan Z om udvidelse af flåden var gennemført. Dens mål om bygning af slagskibe med tilstrækkelig ildkraft til at kunne ødelægge enhver konvojeskorte og med ledsageskibe, som derefter kunne tilintetgøre konvojen, nåedes aldrig. Men skønt det antal skibe, som sænkedes af de store krigsskibe, var relativt lille i sammenligning med de tab, som forårsagedes af ubåde, miner og fly, forstyrrede deres angreb i alvorlig grad det allierede konvojsystem og reducerede tilførslerne til Storbritannien.
De tyske slagskibes taktik med at trække sig tilbage, når de blev angrebet, stod i markant modsætning til briternes 'Nelson'-taktik med ubetinget at angribe modstandere uden at tage hensyn til forskellen i ildkraft. Havde Kriegsmarine bare holdt skansen og kæmpet, når der var gode muligheder for et heldigt udfald, kunne slaget ved Rio de la Plata være blevet en tysk sejr, konvojerne HX-34, HX-106 og SL-67 kunne være blevet udslettet, og briterne ville foruden Hood sandsynligvis også have mistet Prince of Wales i slaget i Danmarkstrædet. Årsagen til denne modsætning i indstilling kan findes i en kombination af overdreven tysk frygt fremmet af Royal Navys ry og et strategisk ønske om ikke at miste de få, store tyske krigsskibe. Der var endvidere en tydelig mangel på taktisk erfaring, for det enkelte tyske slagskib var på mange måder de aldrende britiske skibe overlegent og kunne have besejret dem, hvis konfrontationerne var blevet håndteret bedre.

## Eskorterne svarer igen (marts 1941 – maj 1941)
De katastrofale slag om konvojerne i oktober 1940 fremtvang ændringer i den britiske taktik. Den vigtigste var indførelse af permanente eskortegrupper for at forbedre samarbejde og effektivitet mellem skibe og mandskaber under kamp. De britiske bestræbelser blev hjulpet af en gradvis forøgelse af det antal skibe, som var til rådighed for eskortering, efter at de tidligere amerikanske destroyere og de britisk- og canadisk-byggede korvetter af Flower-klassen blev sat ind. Mange af disse skibe indgik i den kraftige forøgelse af den canadiske flåde, som voksede fra en håndfuld destroyere ved krigens udbrud til at påtage sig en stadig stigende del af opgaven med at eskortere konvojer. Andre af de nye skibe bemandedes med mandskaber fra de Frie Franske eller havde norske eller hollandske besætninger, men disse udgjorde trods alt et lille mindretal af det totale antal og var under direkte britisk kommando. Omkring 1941 var den offentlige mening i USA begyndt at udtrykke modstand mod Tyskland, men krigen førtes stadig i hovedsagen mellem Storbritannien og det Britiske Imperium på den ene side og Tyskland på den anden.
Til at begynde med bestod de nye eskortegrupper af to eller tre destroyere og et halvt dusin korvetter. Eftersom to eller tre af gruppens skibe sædvanligvis ville være i dok for at få repareret skader påført af hårdt vejr eller kampe, omfattede en aktiv gruppe typisk omkring seks skibe. Uddannelse og træning af eskorterne forbedredes, efterhånden som der opnåedes erfaringer i kampenes realiteter. Under den strenge ledelse af viceadmiral Gilbert O. Stephenson oprettedes en ny base i Tobermory på Hebriderne for at forberede de nye eskorteskibe og deres besætninger på de krav, kampene stillede.
I februar 1941 flyttede admiralitetet hovedkvarteret for kommandoen over vestlig ankomst (Western Approaches Command) fra Plymouth til Liverpool, hvor den kunne holde tættere kontakt og kontrol med de atlantiske konvojer. Der opnåedes også bedre samarbejde med de fly, der støttede indsatsen, da admiralitetet i april overtog den operationelle kontrol med flyene fra kystbevogtningen (Coastal Command). På det taktiske niveau begyndte små radaranlæg, som opererede i kortbølgebåndet, og som var egnede til installation på både små skibe og i fly, at blive installeret i løbet af 1941, og de kunne opdage uddykkede ubåde.
Virkningen af disse ændringer begyndte at vise sig i foråret 1941. I begyndelsen af marts vendte Prien i U 47 ikke tilbage fra et togt. To uger senere afviste den nydannede 3. eskortegruppe på fem destroyere og to korvetter et ulvekobbel, som angreb konvoj HX-112. U 100 afsløredes af den primitive radar på destroyeren Vanoc og blev vædret og sænket. Kort efter blev også U 99 fundet og sænket, og dens besætning taget til fange. Dönitz havde dermed mistet sine tre førende ubådsesser: Kretschmer, Prien og Schepke.
Dönitz dirigerede nu sine ulvekobler længere mod vest for at kunne angribe konvojerne, før deres antiubådseskorte sluttede sig til dem. Den nye strategi belønnedes i begyndelsen af april, da gruppen fandt den ubeskyttede konvoj SC-26. Ti af dens skibe blev sænket, men endnu en ubåd gik tabt.
Den 9. maj erobrede den britiske destroyer HMS Bulldog den tyske undervandsbåd U-110 og kom i besiddelse af et komplet og intakt Enigma-anlæg. Sammen med et par andre erobringer var dette et afgørende gennembrud for De Allieredes kodebrydere. Anlægget blev sendt til Bletchley Park, hvor det blev brugt i indsatsen for at bryde de tyske koder. Dette gav – sammen med det held, at man der havde enestående eksperter som Flowers og Turing – Storbritannien adgang til at afkode de tyske flådesignaler under det meste af den resterende del af krigen. Yderligere gav dette inspiration til udviklingen af det første, programmerbare elektroniske anlæg, den såkaldte Colossus computer.

## Slagmarken udvides (juni 1941 – december 1941)
I juni 1941 besluttede briterne at yde eskortestøtte til konvojerne hele vejen over Nordatlanten. Til dette formål anmodede admiralitetet den 23. maj den canadiske flåde om at påtage sig ansvaret for at beskytte konvojer i den vestlige zone og etablere base for sin eskortestyrke i St. John's, Newfoundland. Flotilleadmiral i den canadiske flåde, L.W. Murray, overtog posten som øverstbefalende for Newfoundland Escort Force den 13. juni 1941, underlagt Western Approaches Command i Liverpool. Seks canadiske destroyere og 17 korvetter, forstærket med syv destroyere, tre kanonbåde og fem korvetter fra Royal Navy, indgik i styrken, som eskorterede konvojerne fra havne i Canada til Newfoundland og videre til et mødested syd for Island, hvor de britiske eskortegrupper overtog opgaven.
Trods sin formelle neutralitet tog USA fra 1941 stigende del i krigen. I april udvidede præsident Roosevelt den 'pan-amerikanske sikkerhedszone' mod øst næsten til Island. USA lod sig overtale til at afløse de britiske tropper, som var på Island efter den britiske besættelse, og amerikanske krigsskibe begyndte at eskortere allierede konvojer i det vestlige Atlanterhav og havde adskillige fjendtlige møder med ubåde.
I juni 1941 indså USA, at den tropiske del af Atlanten også var blevet farlig for ueskorterede amerikanske handelsskibe. Den 21. maj var SS Robin Moor, et amerikansk fartøj, som ikke medførte militære forsyninger, blevet standset af U-69 ca. 1.000 km vest for Freetown i Sierra Leone. Efter at dets passagerer og mandskab havde fået tredive minutter til at gå i redningsbådene, torpederede, beskød og sænkede U-69 skibet. De overlevende drev omkring på havet uden at blive reddet eller opdaget i op til atten dage. Da nyheden om sænkningen nåede USA, følte få shippingfirmaer sig sikre noget sted, og Time Magazine skrev i juni 1941: "Hvis sådanne sænkninger fortsætter, vil skibe fra USA med andre destinationer fjernt fra kampzonerne være i fare. USA må derfor enten kalde sine skibe hjem fra oceanet eller hævde sin ret til fri sejlads med magt."
Samtidig arbejdede briterne på en række tekniske forbedringer til imødegåelse af de tyske undervandsbådes overlegenhed. Skønt der var tale om britiske opfindelser, blev teknologierne frit stillet til rådighed for USA, som omdøbte dem og fabrikerede udstyret, hvilket ofte førte til den forkerte opfattelse, at det var amerikanske innovationer.
Der udvikledes nye dybdebomber, som kastedes over destroyernes side frem for at blive rullet ud over stævnen, når destroyeren passerede over en ubåd. ASDIC-kontakten med den gik tabt, når den var lige under skibet, hvilket ubådene ofte benyttede sig af til at undslippe. Yderligere affyredes dybdebomberne i et mønster, som forsøgte at fange ubåden midt i en "kasse" af eksplosioner, hvis chokbølger kunne ødelægge den.

### Handelsskibe med katapultfly
Flyenes rækkevidde øgedes hele tiden, men Atlantens udstrækning tillod ikke, at de kunne dække den helt på dette tidspunkt. For at stoppe dette hul installeredes startramper på den forreste del af nogle lastskibe, der blev kendt som Catapult Aircraft Merchantmen (CAM-skibe), og de forsynedes med et enkelt Hurricane jagerfly. Nærmede et tysk fly sig, affyredes jageren fra rampen ved hjælp af en kraftig raket for at nedskyde eller afvise det tyske fly. Hvis det foregik for langt fra land, landede jagerflyet derefter på vandet (og gik tabt), mens piloten blev samlet op af et af eskorteskibene. Der gennemførtes otte opsendelser af jagere med det resultat, at seks aksemagts-fly blev skudt ned med tabet af kun en allieret pilot.
De tyske fly blev gradvist trængt ud af det atlantiske luftrum af RAF-kystforsvarets stigende styrke og introduktionen af CAM-skibene.

### HF-pejleudstyr
En af de vigtigste nyudviklinger var, at de større eskorteskibe fik installeret radiopejleudstyr, kendt som HF/DF (High-Frequency Direction Finding) eller Huff-Duff. Med HF/DF kunne en operatør bestemme retningen for en radiosender, selvom meddelelsens indhold ikke kunne læses. Eftersom ulvekobbeltaktikken indebar, at ubådene dykkede ud for at rapportere en konvojs position, var der en stadig strøm af meddelelser at opsnappe. En destroyer kunne derpå sejle i retning mod signalet for at angribe ubåden eller i det mindste tvinge den til at dykke og derved forhindre et sammenhængende angreb på konvojen. Var to skibe i konvojen udstyret med HF/DF, kunne ubådens nøjagtige position bestemmes ved triangulering. Briterne gjorde desuden udbredt brug af HF/DF-stationer på land, så de kunne holde konvojerne opdateret med positionerne for ubådene i deres nærhed.
Radioteknologien bag HF/DF var godt kendt på begge sider, men før krigen involverede brugen af den en pejleantenne, som skulle drejes manuelt for at fastlægge retningen til senderen. Det krævede stor omhu og tog derfor en del tid at udføre med nogen grad af sikkerhed, og det kunne let resultere i at fastlægge en reciprok signalposition 180 grader fra den korrekte. Med denne viden anså radiotelegrafisterne på de tyske ubåde det for risikofrit at sende, hvis de begrænsede sig til korte meddelelser. Briterne udviklede imidlertid en variant baseret på et oscilloskop, som øjeblikkeligt fastlagde positionen for selv den korteste sending. Dermed fjernedes næsten behovet for triangulering, for eskortefartøjet kunne blot sejle efter den opnåede kurs og bruge radar til den endelige fastlæggelse af målet. Mange ubådsangreb forhindredes, og mange ubåde sænkedes som følge heraf, hvilket viser den forskel, som selv små teknologiske justeringer kunne gøre i denne kamp.

### Enigmakoden
En afgørende faktor i den britiske succes fra anden halvdel af 1941 og resten af krigen var, at det lykkedes at bryde koden fra den tyske Enigma dechifreringsmaskine. Ulvekoblernes taktik afhang af radiokommunikation, der var baseret på to antagelser, nemlig dels at Enigmakoden ikke kunne brydes, og dels at korte meddelelser som nævnt ikke kunne pejles hurtigt nok til at lokalisere den sendende ubåd. Begge antagelser var fejlagtige. Fra sommeren 1941 kunne briterne med en kombination af tydede Enigma-meddelelser og radiopejling fastlægge positionen af undervandsbådenes patruljemønstre og dermed omlægge konvojruterne, så de undgik dem.
Denne styrkelse af den allierede side må dog ses i forhold til det stigende antal ubåde, som blev sat ind. De tyske undervandsbåde af typen VIIC begyndte at nå Atlanterhavet i større tal i 1941, og der blev efterhånden i alt leveret 585 af dem. Så selv om de allierede i almindelighed havde held med at forsvare konvojerne i sommeren og efteråret 1941, blev der ikke nedkæmpet ubåde i et antal, der var tæt på at være tilstrækkeligt. Korvetterne af Flower-typen kunne opdage dem og forsvare en konvoj mod dem, men de var ikke hurtige nok til at kunne gå til angreb mod dem.
Hitler beordrede i oktober 1941 Dönitz til at flytte mange af ubådene til Middelhavet som støtte for de tyske operationer i det område. Den deraf følgende koncentration af maritime styrker nær Gibraltar førte til en række slag i forbindelse med konvojerne fra Gibraltar og Sierra Leone. Konvoj HG-76 sejlede fra Gibraltar i december 1941, eskorteret af den 36. eskortegruppe, bestående af to kanonbåde og seks korvetter under kommando af kommandør Frederic John Walker, og forstærket af det nye, eskortehangarskib HMS Audacity og tre destroyere fra Gibraltar. Konvojen blev straks opdaget af den ventende ubådsgruppe, hvilket resulterede i en brutal kamp. Walker var taktisk opfindsom, hans skibsbesætninger godt trænet, og tilstedeværelsen af et eskortehangarskib betød, at ubådene ofte blev set og tvunget til at dykke, før de kunne komme tæt på konvojen. I løbet af de næste fem dage sænkedes fem ubåde, heraf fire af Walkers gruppe, til trods for at Audacity gik tabt efter to dage. Foruden Audacity mistede briterne en destroyer og kun to handelsskibe. Dette slag var den første klare allierede sejr i kampen om konvojerne.
Ved en stædig indsats fik De Allierede langsomt et overtag frem mod slutningen af 1941, og skønt deres krigsskibe ikke sænkede noget stort antal ubåde, undgik de fleste konvojer helt at blive angrebet. Tabet af skibe og laster var stort, men kunne klares.

## Operation Paukeslag (januar 1942 – juni 1942)
Angrebet på Pearl Harbor og den påfølgende tyske krigserklæring til USA havde øjeblikkelig virkning for slagmarken. Dönitz planlagde straks at angribe skibsfarten ud for USAs østkyst, men havde kun 12 undervandsbåde af type IX-klassen, som var i stand til at foretage den lange overfart. Halvdelen af dem var endvidere fjernet som følge af Hitlers ordre om at imødegå de britiske styrker i Middelhavet, og en af de resterende var under reparation, så der kunne kun sendes fem enheder af sted til USA i den såkaldte operation Paukenschlag (Paukeslag).

USA, som ikke havde direkte erfaring med moderne søkrig ved sine egne kyster, indførte ikke mørklægning langs kysten, så ubådene kunne ganske enkelt ligge afventende i havet og udsøge sig skibene, hvis silhuetter var tydeligt tegnet mod byernes lys.
 Den øverstkommanderende for den amerikanske flåde, admiral Ernest King, som ikke brød sig om briterne, afslog indledningsvis Royal Navys opfordring til kystmørklægning og indførelse af et konvojsystem. King er blevet kritiseret for denne beslutning, som hans forsvarere begrunder med, at USA's destroyerflåde var af begrænset størrelse (delvis på grund af salget af de 50 gamle destroyere til Storbritannien tidligere i krigen), og King mente desuden, at det var langt vigtigere at lade destroyerne beskytte allierede troppetransporter end fragtskibe.
Yderligere var hans skibe travlt beskæftiget med at eskortere materiel til Sovjetunionen under Lend-Lease-aftalen og med at kæmpe mod japanerne i Stillehavet, men alt dette forklarer ikke hans undladelse af at gennemføre mørklægning eller hans manglende reaktion på råd fra Royal Navy. Der gik ingen troppetransporter tabt, men handelsskibene i amerikansk farvand var meget udsatte og led enorme tab. Storbritannien måtte efterhånden bygge skibe til kysteskortering og levere dem gratis til USA som en slags omvendt Lend-Lease, eftersom King var uvillig (eller måske ude af stand) til selv at fremskaffe dem.
De først ankomne ubåde begyndte at angribe den 13. januar 1942, og da de vendte tilbage mod Frankrig den 6. februar havde de sænket skibe svarende til 156.939 ton. Den først gruppe af type IX blev erstattet af både af type VII og IX, som kunne tanke til havs fra type XIV såkaldte malkeko-tankere og havde sænket 397 skibe på i alt over 2 millioner tons (som nævnt, gik ikke en eneste troppetransport tabt). I 1943 søsatte USA mere end 11 millioner tons handelstonnage, men tallet faldt de sidste krigsår, hvor produktionsfaciliteterne prioriteredes anderledes.
I maj fik King (der nu både var øverstkommanderende for flåden og chef for flådeoperationerne) endelig samlet tilstrækkeligt mange skibe til at iværksætte et konvojsystem. Det førte hurtigt til sænkning af syv ubåde. Men der var ikke skibe nok til at dække alle områder, så ubådene kunne stadig operere frit under slaget om Caribien og i den Mexicanske Golf (hvor de i realiteten afspærrede adskillige amerikanske havne) til juli måned, hvor de udlånte britiske eskortefartøjer begyndte at ankomme. Indførelsen af et sammenhængende konvojsystem langs USA's kyst og i Caribien i midten af 1942 medførte en øjeblikkelig nedgang i antallet af angreb i disse områder og flyttede opmærksomheden tilbage til Atlanterhavskonvojerne. For de allierede var situationen alvorlig i det meste af 1942, men den blev ikke kritisk.
Operation Paukeslag havde en virkning mere. Den var så succesfuld for den tyske side, at Dönitz’ politik med at føre økonomisk krig også overbeviste Hitler om, at det var den eneste effektive måde at bruge ubådene på, og han gav Dönitz frie hænder til at bruge dem, som han mente hensigtsmæssigt. I mellemtiden var Dönitz’ chef Raeder blevet afsat som følge af det katastrofale Slag i Barentshavet, hvor to tyske tunge krydsere blev slået på flugt af kun seks destroyere fra Royal Navy. Dönitz blev senere udnævnt til storadmiral, og bygning af ubåde fik høj prioritet på skibsbygningsområdet.

## Kampene vender tilbage til Midtatlanten (juli 1942 – februar 1943)
Efter at USA fik arrangeret konvojer, faldt tabene til ubådene hurtigt, og Dönitz indså, at hans ubåde kunne bruges bedre andetsteds. Den 19. juli 1942 beordrede han de sidste ubåde til at trække sig tilbage fra USA's Atlanterhavskyst, og i slutningen af måneden rettede han igen sin opmærksomhed mod Nordatlanten.
Der var tilstrækkeligt med ubåde spredt ud over Atlanterhavet til at flere ulvekobler kunne angribe mange forskellige konvojruter. Ofte ville så mange som 10 til 15 ubåde angribe i en eller to bølger, idet de fulgte efter konvojerne om dagen og angreb om natten. Tabene voksede hurtigt, og i oktober 1942 sænkedes 56 skibe på mere end 258.000 tons i "lufthullet" mellem Grønland og Island, som fortsat var uden for rækkevidde af det stadigt stigende antal allierede flypatruljeringer.
19. november 1942 afløstes admiral Noble som øverstkommanderende for Western Approaches Command af admiral Sir Max Horton. Horton havde været ubådskaptajn under 1. Verdenskrig så han kendte til ubådstaktik. Han benyttede det stigende antal eskortefartøjer, som var til rådighed, til at organisere "støttegrupper", som forstærkede de konvojer, der kom under angreb. Til forskel for de almindelige eskortegrupper havde støttegrupperne ikke direkte ansvar for en bestemt konvojs sikkerhed. Det gav dem langt større taktisk fleksibilitet og mulighed for at frigøre skibe til at jagte ubåde, som blev opdaget af rekognosceringsfly eller ved HF/DF-observation. Hvor de regulære eskorteskibe havde måttet vende tilbage til deres konvoj, kunne støttegrupperne fortsætte med at jage en ubåd i mange timer. En fremgangsmåde, som kommandør Walker benyttede, var at lægge sig over ubåden og afvente, at den løb tør for luft og dermed blev tvunget til at dykke ud.

### Pindsvin
I slutningen af 1942 havde briterne udviklet en morter til ubådsbekæmpelse, som blev navngivet Pindsvin (på engelsk: Hedgehog), og som krigsskibene blev udstyret med. Den affyrede 24 bomber, som udløstes ved kontakt, i retningen fremad i forhold til det angribende skib. Til forskel fra dybdebomber, som eksploderede i en forudindstillet dybde bag det angribende krigsskib, og som gav forstyrrelser i vandet, der vanskeliggjorde den videre kontakt med målet, eksploderede pindsvineladningerne kun, hvis de ramte en ubåd. Denne kunne derved fortsat spores, forfølges og angribes, til den blev sænket. Pindsvinet viste sig at være et særligt effektivt våben, som øgede succesraten for angreb fra 7% af forsøgene til i nærheden af 25%. Eksplosionen af en pindsvineladning udløste sprængning af de øvrige, hvilket yderligere øgede våbnets effektivitet.

### Leighlampe
Risikoen for opdagelse fra et radarudstyret fly kunne begrænse ubådenes aktivitet over et stort havområde, men angreb fra et fly kunne kun lykkes ved god sigtbarhed. Ubåde var derfor ret beskyttet mod angreb fra fly om natten, eftersom opsendelse af lysbomber gav dem tilstrækkeligt varsel om et kommende angreb. Briternes introduktion af den såkaldte Leighlampe i juni 1942 blev en betydende faktor i den Nordatlantiske kamp. Lampen var et kraftigt søgelys, som automatisk rettede sig ind efter den luftbårne radar, og som pludselig oplyste målet i den allersidste fase af et angreb. Dermed kunne britiske fly angribe ubåde, mens de genopladede deres batterier på overfladen om natten, hvilket tvang de tyske ubådskaptajner til at foretage genopladningen i dagtimerne.
De overlevende ubådschefer har rapporteret om en særlig skræk for dette våbensystem, eftersom lyden af et fly ikke kunne høres om natten pga. ubådens egen støj. Flyet opdagede undervandsbåden med radar i centimeterbåndet, som ikke kunne opdages af det udstyr, den typiske ubåd havde til rådighed, og rettede ind til et angreb. Den metriske radar sænkede automatisk sin styrke, jo nærmere flyet kom til målet, så ubåden stadig ikke opdagede, at den blev sporet. En kilometer eller halvanden før målet tændte flyets søgelys automatisk og illuminerede nøjagtigt og uden varsel målet, som kun fik ca. 5 sekunders varsel, før det ramtes af en salve dybdebomber. En del af faldet i De Allieredes tab af tonnage fra 600.000 til 200.000 tons pr. måned kunne henføres til denne opfindsomme løsning.

### Metoxmodtager
Fra august 1942 blev undervandsbådene udstyret med radardetektorer for at kunne undgå de pludselige bagholdsangreb, som et fly eller en korvet med radar kunne foretage. Den første sådanne detektor, benævnt Metox efter sin franske opfinder, kunne afsløre brugen af en radar i meterbåndet, som de tidlige radarer opererede i. Dette hjalp ikke blot ubådene til at undgå opdagelse fra de canadiske og amerikanske eskorteskibe, som var udstyret med umoderne radarapparater, men tillod dem også opspore konvojer, hvor sådanne apparater var i brug.

## Slagets højdepunkt (marts 1943 – maj 1943, "sorte maj")
Vintervejret betød en kort pause i kampene i januar og februar 1943, men i foråret blussede konvojkampene op igen med samme vildskab. På dette tidspunkt var der så mange undervandsbåde på patrulje i Nordatlanten, at det var næsten umuligt for konvojerne at undgå opdagelse, hvilket førte til en række hensynsløse kampe om dem. I marts var tabet af tonnage på 260.000 tons, og eskorteskibene blev eftertrykkeligt besejret i slagene om konvojerne SC-122 og HX-229.
Forsyningssituationen i Storbritannien var så alvorlig, at der var tale om at blive ude af stand til at fortsætte krigsindsatsen, idet især tilførslen af brændstof var kritisk lav. Det så ud til, at Dönitz var ved at vinde krigen. Alligevel bragte de næste to måneder en fuldstændig omvæltning i situationen.
Vendepunktet var det slag, som udkæmpedes om den langsomme konvoj ONS-5 i april/maj 1943. Det var en konvoj på 43 handelsskibe, eskorteret af to destroyere, en fregat og korvetter, som blev angrebet af et ulvekobbel på 30 undervandsbåde. Skønt disse sænkede 13 handelsskibe, opdagedes ubådene ved hjælp af HF/DF, og det lykkedes eskorteskibene og fly at sænke 6 af dem. Selv om en storm spredte konvojen, lykkedes det de resterende skibe at nå frem til det område, hvor de beskyttedes af landbaserede fly, hvilket fik admiral Dönitz til at beordre angrebet standset.
I april steg tabet af undervandsbåde kraftigt, men antallet af deres sænkninger faldt dramatisk. I løbet af maj opererede ulvekoblerne ikke længere organiseret, og den måned blev kendt som sorte maj for det tyske ubådsvåben (U-Boot Waffe).

### Konvergerende teknologier
Slaget om Atlanten blev vundet af De Allierede på kun to måneder. Der var ingen enkelt grund til det, men ændringen i krigen skyldtes en pludselig samtidig virkning af forskellige teknologier kombineret med en forøgelse af de allieredes ressourcer.
Det midt-atlantiske mellemrum, som ikke tidligere havde kunnet dækkes af fly, lukkedes af de langtrækkende B-24 Liberator fly. Desuden havde briterne i foråret 1943 udviklet en effektiv havdækkende radar i centimeterbåndet, som var lille nok til at kunne medføres i patruljefly, der medførte dybdebomber. Denne radar forbedrede afgørende afsløringen af undervandsbådene og satte det tyske Metox-advarselssystem ud af spillet. Yderligere luftstøtte opnåedes ved indførelsen af MAC-skibene og senere fra det voksende antal amerikansk-byggede eskortehangarskibe. Disse medførte primært fly af typen Grumman Wildcat og sejlede med i konvojerne hele vejen over Atlanterhavet, hvor de ydede den hårdt tiltrængte luftstøtte og patruljering.
Antallet af eskorteskibe steg både som følge af de amerikanske skibsbygningsprogrammer og ved frigørelse af de eskortestyrker, som havde været bundet til opgaver ved landsætningerne i Nordafrika i november og december 1942. Især designedes nye eskortedestroyere (hvor tilsvarende britiske fartøjer kaldtes fregatter), som kunne bygges mere økonomisk end de dyre destroyere til flåden, og som også var mere sødygtige end korvetterne. Derved blev der ikke kun et tilstrækkeligt antal eskorteskibe til at følge konvojerne, men der kunne også organiseres grupper (ofte i tilknytning til eskortehangarskibene) til aggressiv jagt på og tilintetgørelse af undervandsbåde.
Den fortsatte adgang til at bryde den tyske Enigmakode gjorde det muligt for De Allieredes konvojer at undgå ulvekoblerne og samtidig at iværksætte jagt på de ubåde, hvis position afsløredes af Enigma-dekrypteringerne.
En anden afgørende faktor var den amerikanske skibsbygningskapacitet, som i bogstavelig forstand kunne bygge handelsskibe hurtigere, end ubådene kunne sænke dem. Derved vandt de allierede "udmattelseskrigen om tonnage".
De allierede flystyrker udviklede taktikker og teknologi, som gjorde hovedruten gennem Biscayabugten for de ubåde, som havde base i Frankrig, meget farlig. Her udnyttedes Leighlampen til præcise angreb på undervandsbåde, som dykkede ud for at oplade deres batterier om natten. Luftwaffe svarede igen ved at indsætte jagerfly som dækning, men med støtte af efterretninger fra havnepersonel tilhørende den franske modstandsbevægelse viste de sidste kilometer af strækningen til og fra havn sig farlig for mange ubåde.

## De sidste år (juni 1943 – maj 1945)
Tyskland havde tabt det teknologiske kapløb. I løbet af de næste to år blev der sænket et stort antal undervandsbåde, sædvanligvis med tabet af hele deres besætning. Det vundne slag betød, at store forsyninger begyndte at ankomme til England til brug for den eventuelle invasion af Frankrig. Det stod naturligvis også den tyske side klart, og derfra forsøgte man desperat at genoplive kampene.
Der gjordes adskillige forsøg på at redde Type VII-styrken. Blandt disse var montering af stærkt forbedret antiluftskyts, radardetektorer og endelig indførtes et snorkelsystem, så undervandsbådene kunne forblive neddykket og dermed undgå opdagelse via radar. Disse ændringer var dog ikke tilstrækkelige til at opveje den overmagt, de allierede på dette tidspunkt havde opnået i luftrummet.
Fra 1943 og frem benyttedes tyske He 177 bombefly med Henschel Hs 293 fjernstyrede bomber af og til ved angreb på konvojer og anførte et antal heldigt udførte angreb. Men også her forhindrede den manglende kontrol med luftrummet at de kunne udgøre en alvorlig fare for Royal Navy.
Også torpedoerne forbedredes, så de kunne forudprogrammeres til at følge en rute frem og tilbage over konvojens sejlretning. Potentielt mest farlig var måske udviklingen af den tyske akustiske torpedo (på engelsk kaldet "GNAT" fra "German Navy Acoustic Torpedo"), som ville låse sig fast på målets skruestøj. De var meget virkningsfulde, men det tog kun canadierne tre dage at opfinde en modforholdsregel: En bunke gamle, raslende rør slæbtes efter skibet og afledte torpedoen.
Sent i krigen introducerede tyskerne "Elektroboot"-serien, den såkaldte type XXI og en kortrækkende type XXIII, som blev konstrueret i januar 1943, men først sat i produktion i 1944-1945. I neddykket tilstand kunne type XXI skyde en fart på 17 knob, hurtigere end en type VII, der sejlede i fuld fart i overfladen, og næsten så hurtigt som de skibe, der angreb. Masseproduktion af de nye typer kom imidlertid ikke i gang før 1944, og kun en enkelt operation blev gennemført med en type XXI, før krigen sluttede, og uden at komme i kontakt med fjenden.
Det sidste slag med undervandsbåde involveret fandt sted den 5. maj 1945. Storadmiral Karl Dönitz, der både var chef for ubådene (Befehlshaber der Unterseeboote) og Kriegsmarines øverste chef (Oberbefehlshaber der Kriegsmarine), beordrede alle ubåde til at ophøre med offensive operationer og vende tilbage til deres baser, idet han roste dem med ordene: "I har kæmpet som løver"! U-853, der lå i venteposition ud for Point Judith, Rhode Island, modtog ikke denne ordre, og kort efter ramte en torpedo fra den SS Black Point, et fragtskib på vej til Boston, Massachusetts. I løbet af 15 minutter sank Black Point på 29 m vand og blev det sidste skib under USA-flag, som sænkedes under 2. verdenskrig. Tolv søfolk omkom, mens det lykkedes at redde 34 af besætningen. Et af redningsskibene, SS Kamen, sendte en melding om torpederingen, som blev hørt af de fire amerikanske krigsskibe:
- USS Ericsson (DD-440),
- USS Amick (DE-168),
- USS Atherton (DE-169) og
- USS Moberly (PF-63)

De opdagede U-853 liggende på bunden på 33 m vand og kastede mere end hundrede dybdebomber i løbet af natten. Næste morgen, sluttede de to luftskibe K-16 og K-58 fra Lakehurst, New Jersey, sig til angrebet, lokaliserede oliepletter og markerede sandsynlige positioner med farve. K-16 angreb også med 180 mm raketbomber. Til sidst flød bl.a. planker, redningsbåde og en officerskasket op til overfladen og angav sænkningen af den næstsidste undervandsbåd, som sænkedes under verdenskrigen med tabet af hele besætningen, 55 mand.
Den sidste ubåd, som sænkedes under krigen var U-320. Dybdebomber fra et britisk Catalina-fly havde beskadiget den svært den 8. maj 1945 vest for Bergen, men det lykkedes besætningen at sejle den på grund på øen Sotre. Mange af de tilbageværende ubåde ødelagdes under Operation Deadlight efter krigen.

## Resultater
Det lykkedes ikke tyskerne at forhindre tilførslen af strategiske forsyninger til Storbritannien, og den fiasko muliggjorde den massive samling af tropper og forsyninger, som var nødvendig for landgangen i Normandiet. Nedkæmpelsen af den tyske ubådsstyrke var derfor en nødvendig forudsætning for De Allieredes forsynings- og troppeopbygning, som muliggjorde Tysklands nederlag på Vestfronten og i verdenskrigen.
Sejren opnåedes med store omkostninger. Mellem 1939 og 1945 sænkedes 3.500 allierede skibe med en bruttotonnage på 14,5 millioner, med et tab af 783 tyske ubåde.
| De Allieredes tab             | Tysklands tab      |
| ----------------------------- | ------------------ |
| 30.248 mand fra handelsflåden | 28.000 sømænd      |
| 3.500 handelsskibe            | 783 undervandsbåde |
| 175 krigsskibe                |                    |

## Yderligere læsning

### Officiel historieskrivning
- Behrens, C.B.A. Merchant Shipping and the Demands of War London: HMSO)
- Morison, S.E. The Two Ocean War og History of United States Naval Operation in World War II i 15 bind. Bind I The Battle of the Atlantic og bind X The Atlantic Battle Won handler om slaget om Atlanten
- Schull, Joseph. The Far Distant Ships

### Biografier
- Cremer, Peter. U-333
- Dönitz, Karl. Ten Years And Twenty Days
- Gretton, Peter. Convoy Escort Commander (London). Selvbiografi af en tidligere leder af en eskortegruppe
- Macintyre, Donald. U-boat Killer (London). Selvbiografi af en anden tidligere leder af en eskortegruppe
- Rayner, Denys, Escort: The Battle of the Atlantic (London: William Kimber 1955)
- Robertson, Terence. The Golden Horseshoe (London). Biografi af den førende tyske ubådskaptajn, Otto Kretschmer
- Robertson, Terence. Walker R.N. (London 1955). Biografi af den succesfulde leder af britiske antiubådsstyrker, kommandør Frederick John Walker
- Werner, Herbert A. Iron Coffins: Beretning fra en overlevende ubådskaptajn med historiske og tekniske detaljer

### Generelle historier fra slaget
- Blair, Clay. Hitler's U-boat War. To bind. Comprehensive history of the campaign
- Fairbank, David. Bitter Ocean: The Battle of the Atlantic, 1939-1945
- Gannon, Michael. Operation Drumbeat (Harper and Row)
- Macintyre, Donald. The Battle of the Atlantic (London 1961). Excellent single volume history by one of the British Escort Group commanders
- Rohwer, Dr. Jürgen. The Critical Convoy Battles of March 1943 (London: Ian Allan 1977). ISBN 0-7110-0749-7. A thorough and lucid analysis of the defeat of the U-boats
- Williams, Andrew, The Battle of the Atlantic: Hitler's Gray Wolves of the Sea and the Allies' Desperate Struggle to Defeat Them
- Woodman, Richard. The Real Cruel Sea; The Merchant Navy in the Battle of the Atlantic, 1939-1943 (London 2004)